# Dicloreto de metilfosfonilo
Dicloreto de metilfosfonila é um organofosforado formulado em CH3Cl2OP. 